# 11426 Мольстер
11426 Мольстер (11426 Molster) — астероїд головного поясу, відкритий 24 вересня 1960 року.
Тіссеранів параметр щодо Юпітера — 3,091.